# منیر ردفا

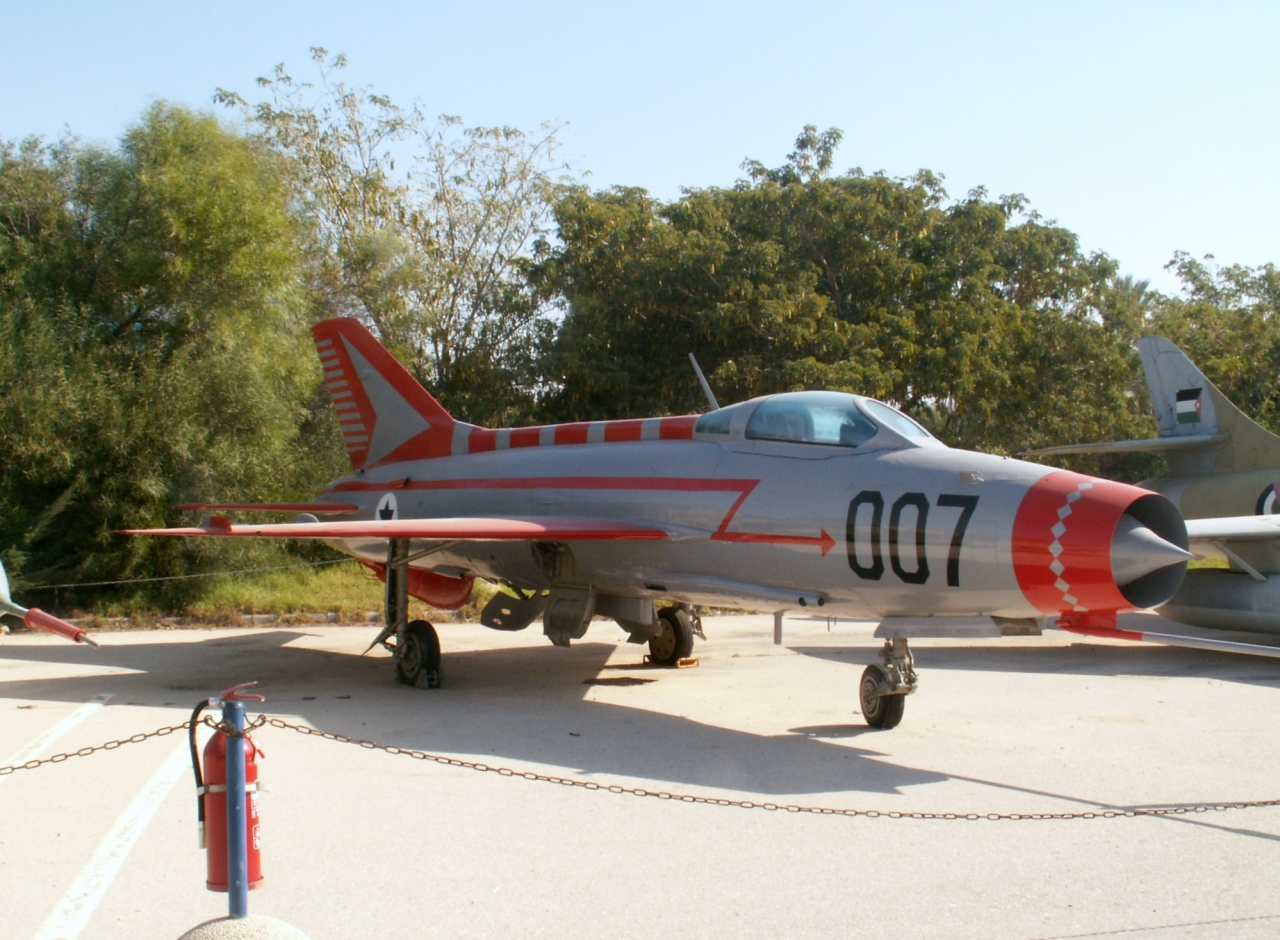
نمایی از میگ-۲۱ «منیر ردفا» در موزهٔ نیروی هوایی اسرائیل، پایگاه هوایی هاتزریم. ردفا با این جنگنده، طی پروازی به اسراییل فرار کرد. (تاریخ عکس؛ ۲۰۰۶)

منیر ردفا یک خلبان جنگنده آشوری‌تبار اهل عراق بود که طی عملیات الماس به همراه میگ-۲۱ خود که در آن زمان پیشرفته‌ترین هواپیمای جنگی ساخته شده توسط اتحاد جماهیر شوروی بود طی پروازی به اسراییل فرار کرد. پیش از فرار وی خانواده‌اش از عراق به اسراییل منتقل شدند. ردفا یک مسیحی آشوری بود. او در سال ۱۹۸۸ بر اثر سکته قلبی درگذشت.

## References
1. ↑  Reuven Weiss (May 29, 2007). "The Blue Bird legend". YNet News.